# Sicyodes decipiens
Sicyodes decipiens là một loài bướm đêm trong họ Geometridae.